# Andrea Ossoinack
Andrea Ossoinack (Fiume, 18 febbraio 1876 – Merano, 9 aprile 1965) è stato un politico italiano già ungherese, nonché autonomista fiumano e unico rappresentante fiumano alla Conferenza di pace di Parigi del 1919.

## Biografia
Nato a Fiume nel 1876, figlio dell'industriale fiumano Luigi Ossoinack (1849-1904), dopo aver compiuto gli studi medi inferiori nella sua città natale frequentò l'Accademia di Commercio a Bratislava e in seguito l'Accademia delle belle arti di Monaco di Baviera.
Difensore dell'autonomia fiumana in seno all'Austria-Ungheria ma in opposizione al suo concittadino Riccardo Zanella, aderisce alla Lega autonoma e nel 1916 divenne membro non eletto alla Dieta dell'Ungheria (Országgyűlés) a Budapest. Alla fine della prima guerra mondiale propose per la sua città il diritto all'autodeterminazione e il 30 ottobre 1918 fondò un "Consiglio Nazionale Italiano" presieduto da Antonio Grossich per reclamare l'annessione di Fiume all'Italia contrapponendosi così ad un "Consiglio Nazionale Croato" che chiedeva l'annessione della città al neo costituito Regno dei Serbi, Croati e Sloveni.
Nel 1919 partecipò come membro fiumano alla Conferenza di pace di Parigi e il 3 marzo dello stesso anno venne nominato "Rappresentante di Fiume" alla conferenza di pace come "ultimo deputato fiumano al parlamento ungherese". Durante la conferenza di pace scrisse un memorandum dove si scagliò contro la politica degli Asburgo del divide et impera che "avrebbe poi portato al collasso l'Austria-Ungheria e dalle cui rovine nacque lo stato di Fiume che è indipendente a tutti gli effetti e per la sua maggioranza italiana della popolazione doveva essere annesso all'Italia". Il suo memorandum e il suo incontro con il presidente degli Stati Uniti il 4 aprile 1919 il giorno dopo l'incontro con David Lloyd George, Vittorio Emanuele Orlando e Georges Clemenceau non riuscì a ottenere l'annessione all'Italia di Fiume, infatti la posizione di Wilson prevalse e le rivendicazioni dell'Italia e degli irredentisti fiumani non vennero accontentate. Nello stesso anno aderì alla Reggenza italiana del Carnaro di Gabriele D'Annunzio che si chiuse nel 1920 con il Natale di sangue, fu contrario allo Stato libero di Fiume guidato dal suo avversario politico e autonomista Riccardo Zanella e continuò a proporre l'annessione della città all'Italia come porto franco.
Dopo l'annessione della città all'Italia nel 1924 in seguito al Trattato di Roma si ritirò dalla vita politica e cominciò l'attività di industriale prima a Fiume e poi in Lussemburgo. Tornò a Fiume nel 1939 dove rimase fino a poco dopo l'occupazione jugoslava del 1945 e decise di trasferirsi a Venezia dove fu membro molto attivo tra gli esuli giuliani. Negli ultimi anni di vita si trasferì a Merano, dove morì nel 1965.